# Delma tincta
Delma tincta är en ödleart som beskrevs av De Vis 1888. Delma tincta ingår i släktet Delma och familjen fenfotingar. Inga underarter finns listade i Catalogue of Life.
Arten förekommer i Australien förutom i sydöstra delen och inte heller på Tasmanien. Delma tincta saknar extremiteter. Honor lägger ägg.